# Hazel Çamlidere
Hazel Çamlidere (14. ožujka, 1982. – Istanbul, Turska) turska je glumica. Najpoznatija je po ulozi Ahu u turskoj seriji Tisuću i jedna noć.

## Filmografija
- Tisuću i jedna noć kao Ahu (2008.)
- Moj slučaj (2007.)
- Nada kao Senem (2007.)
- Glass Pavilion (2006.)
- Beba (2006.)
- Ljubav i igra (2005.)